# Pauline Philipe Reichstul
Pauline Philipe Reichstul (Praga, Checoslovaquia, 18 de junio de 1947 - Paulista / Abreu e Lima, Pernambuco, 8 de enero de 1973) fue una psicóloga y guerrillera urbana comprometida contra la dictadura civil-militar brasileña. En 1972, se desempeñó como miembro de la Vanguardia Popular Revolucionaria - VPR . Pauline fue asesinada a la edad de 26 años en el episodio conocido como "Massacre da Granja São Bento" o "Massacre da Chácara São Bento", junto con otros cinco militantes de la VPR. También actuó bajo el nombre en clave de "Silvana Denaro" o "Gorda".

## Biografía

### Infancia y juventud
Hija de Ethel y Selman Reichstul, judíos polacos sobrevivientes de la Segunda Guerra Mundial, Pauline pasó un corto tiempo en Checoslovaquia después de nacer. Su familia se mudó a París cuando ella tenía 18 meses en 1949. Permanecieron allí hasta 1955, cuando emigraron a Brasil. Se establecieron en São Paulo y, a la edad de 8 años, ella comenzó a estudiar en el Liceo Pasteur.

### Primeros años de militancia
A los 18 años, se mudó a Israel, trabajó allí y estudió durante un año y medio. Después de pasar un período en Dinamarca y Francia, Reichstul estableció en 1966 su residencia en Suiza. Primero en Lausana y luego en Ginebra, donde se graduó en Psicología por la Universidad de Ginebra en 1970. Fue durante este período que tuvo contacto con los movimientos estudiantiles brasileños, así como con los exiliados que luchaban contra la dictadura civil-militar que se había establecido en Brasil en 1964. 
Desde entonces, la joven buscó integrarse a los movimientos de resistencia en Europa, colaborando con la denuncia de violaciones de derechos humanos y desaparición de personas durante la represión. Se casó con Ladislau Dowbor, quien era dirigente de la VPR. Más tarde regresó a Brasil, lo que puso fin a la relación entre los dos. Ya separada de Dowbor, se unió a la VPR y fue a Cuba a entrenarse militarmente en 1971; en este país conoció al guerrillero Eudaldo Gomes, con quien luego se relacionaría.

### Regreso a Brasil e integración en la lucha armada del noreste
Durante este período, Pauline había perdido el contacto con su hermano menor, Henri Philippe Reichstul, quien también colaboró en la militancia política contra la represión en Brasil y había sido arrestado por 9 meses. En 1972, el mismo año en que Pauline regresó a Brasil, Henri se fue a Inglaterra para comenzar sus estudios en la Universidad de Oxford.
Estos años, durante el gobierno del General Medici, fueron de tan fuerte represión política  tanto que fueron nombrados como los "años de plomo". Pauline y Eudaldo viajaron a Brasil por separado para evitar sospechas. Reichstul se estableció en Pernambuco, junto con otros militantes de la VPR, con el propósito de integrar una base VPR en la región noreste.
Según el libro de reportajes Massacre da Granja São Bento del periodista Luiz Felipe Campos, Eudaldo y Pauline se quedaron en la Boutique Mafalda, ubicada cerca del centro histórico de Olinda. El lugar fue mantenido por Soledad Barret Viedma y Daniel, nombre por el cual José Anselmo dos Santos era conocido en la VPR, pero agente doble durante la dictadura y responsable de la emboscada que condujo a la muerte de los militantes.
Un tiempo después, Reichstul y Gomes se establecieron en una propiedad alquilada, mantenida con dinero de la VPR. La propiedad estaba cerca de la iglesia de São Bento en Abreu e Lima.

## Circunstancias de la muerte

### Secuestro y muerte
Pauline Reichstul fue asesinada entre el 8 y el 9 de enero de 1973, en el episodio conocido como "Massacre da Granja São Bento" o "Massacre da Chácara São Bento". En esa masacre perdieron la vida Eudaldo Gomes da Silva, Jarbas Pereira Marques, José Manoel da Silva, Evaldo Luiz Ferreira de Souza y Soledad Barret Viedma, también miembros del VPR.
La operación fue realizada por el equipo del Delegado Sérgio Paranhos Fleury, del Departamento de Orden Político y Social (DOPS) de São Paulo con la colaboración de José Anselmo, informador responsable de delatar aproximadamente 200 personas al DOPS, incluyendo a su novia, la paraguaya Soledad Viedma, quien posiblemente estaba embarazada.
"En la noche del 7 de enero, Eudaldo y Pauline notaron un movimiento de personas extrañas cerca del sitio en Abreu e Lima . Era una casa escondida en el bosque, así que si eran policías, no les era posible estar allí en una ronda ordinaria. La pareja logró escapar rápidamente y poco después llegó al departamento de Rio Doce ".
Según el testimonio --otorgado a la Comisión Estatal de Memoria y Verdad Dom Helder Câmara-- de Jorge Barret, hermano de Soledad, Pauline y Soledad fueron conducidas en automóvil por José Anselmo al centro de la ciudad. Las dos iban hacia Boa Viagem para ir a la boutique "Chica Boa", de Sonja Cavalcanti Lócio. El propietario, en una sesión pública con CEMVDHC, declaró que ambos militantes llegaron a su residencia en la mañana del 8 de 1973. Soledad recibiría el pago por algunas piezas. En cuanto se realizó este pago, llegaron dos vehículos estacionados a pocos metros de la residencia, de uno, salieron cinco hombres, tres de los cuales sostenían a Pauline y Soledad con sus manos hacia atrás. Los otros dos buscaron por más gente. Al darse cuenta de que no había nadie más en la tienda, llevaron a las militantes detrás de la boutique y comenzaron a golpear a Pauline.
"Sonja Cavalcanti reaccionó pidiendo ayuda a gritos a su esposo en otra parte de la casa. Cuando se acercaron, los hombres sacaron sus armas y dijeron: '¡No te acerques! Porque somos de la policía.' Pero en ningún momento dieron alguna identificación".
Los hombres eran agentes del Destacamento de Operações de Informação - Centro de Operações de Defesa Interna (DOI-CODI). Las dos mujeres secuestradas fueron transportadas en un vehículo del Instituto Nacional de Colonização e Reforma Agrária (INCRA). En la misma fecha, ocurrieron los arrestos de Eudaldo, Jorge Barret y su esposa. El mismo día, Pauline, junto con los otros seis militantes, fue asesinada.
Pauline fue enterrada como indigente en el cementerio de Várzea en Recife con los otros militantes. Posteriormente, sus restos fueron retirados por su hermano y enterrados en el cementerio israelita de Pernambuco.

### Versión oficial
Un documento del Servicio de Inteligencia Nacional afirma que Pauline Reichstul, como los otros militantes, habían muerto "en un enfrentamiento armado entre terroristas y agencias de seguridad"  durante un Congreso Nacional celebrado por VPR.
La versión oficial de los órganos represivos declaró que el episodio tuvo lugar en la Granja São Bento, en Paulista, el 8 de enero de 1973. Según los informes, los funcionarios de seguridad se enteraron de la militancia de los VPR debido al arresto de José Manoel da Silva en Torima. Según los informes, condujo a la fuerza a los agentes al lugar del Congreso y los miembros del VPR lo mataron a tiros. Durante el enfrentamiento, Evaldo habría escapado, siendo localizado y asesinado a cambio de disparos por resistirse al arresto el 9 de enero de 1973 en Olinda.

### Cobertura de la época
Dos periódicos importantes en Pernambuco, Jornal do Commercio y Diário de Pernambuco, informaron el 11 de enero de 1973, sobre el episodio cubriendo el evento como un evento terrorista en Recife, que cobró la vida de seis guerrilleros vinculados con el VPR.  
En la misma fecha, el periódico Folha de Sao Paulo también informó sobre el evento, cuyo título fue "Desarticulado un reducto terrorista en Pernambuco". En las noticias, Reichstul fue descrita como la "amante del terrorista Eudaldo Gomes da Silva".

## Investigación
Las investigaciones fueron realizadas por los siguientes comités: Comisión Especial sobre Personas Políticas Muertas y Desaparecidas (CEMDP), Comisión Estatal de Memoria y Verdad Don Helder House (CEMVDHC) y Comisión Nacional sobre la Verdad. Del análisis de los datos recopilados por dichas comisiones, se demostró que no hubo disparos.  Los militantes fueron capturados en diferentes lugares y situaciones y asesinados bajo tortura, "por lo que el tiroteo fue solo una puesta en escena para justificar las muertes".
Algunos documentos prueban la falsedad de la versión oficial de los órganos represivos. En el Examen de Expertos en Ocurrencias, del 9 de enero de 1973 y escrito por el Instituto Técnico de Policía, falta la descripción de las marcas de proyectiles en la sala donde se encontraron a las víctimas. Esto refuta la posibilidad de que haya habido un tiroteo allí. Este informe también incluye las lesiones causadas por armas de fuego, de las cuales Pauline fue víctima.
Otro documento relevante es el Informe de inspección del cuerpo médico forense, realizado el 9 de enero de 1973 por el Instituto médico forense de Pernambuco. Este documento contiene descripciones de lesiones relacionadas con la tortura.  En 1996, la abogada Mércia Albuquerque, en testimonio del CMDP, declaró que tenía acceso a los cuerpos de las víctimas en la morgue, que "resultaron gravemente dañados, noqueados, [...] despojados y todos los cuerpos estaban hinchados". . Sobre Reichstul, dijo que tenía la boca rota, que tenía marcas en la frente, la cabeza y que su cuerpo estaba bastante marcado. En otra sesión pública, en 2013, el abogado hace otro informe, en video. Ella agrega que Pauline tenía un piercing en el hombro.  
El CEMVHC realizó un nuevo informe de expertos técnicos, Informe de expertos No. 2077A. 3/2013, sobre el episodio en cuestión, que reitera la inviabilidad de haber intercambiado disparos entre militantes y agentes de seguridad. El análisis concluyente de la investigación afirma que las circunstancias del episodio caracterizan una ejecución.  

### El sitio de São Bento
Los exámenes de expertos solicitados por CEMVDHC en relación con el área de Granja São Bento, cuyas conclusiones fueron escritas en 2016 en el Informe de Expertos No. 1891.3-2004, afirman que "era una voz común en el lugar en que esa región era [...] escenario de violencia, y que esa localidad pertenecía al municipio de Paulista y, debido a la emancipación política, hoy pertenece al municipio de Abreu e Lima ". Además, el documento reanudó la colaboración de algunos residentes locales,  como el Sr. Milton Lamb, quien en ese momento declaró que "la gente llegó a la granja atada por los soldados del Ejército".  Además, también cuenta en el testimonio de Lamb que "se escucharon varios disparos en la casa de barro" y "a la mañana siguiente, fueron transportados por los militares".  

### Autores de las violaciones de derechos humanos
La ejecución de los militantes fue realizada por el Delegado del DOPS/SP, Sérgio Fleury, quien colaboró con "Anselmo", autor del "Relatório Paquera", un documento enviado al DOPS. Este documento prueba que la emboscada no fue posible por la traición de un miembro del VPR, sino por el espionaje practicado por Anselmo. Las investigaciones concluyeron que Pauline Reichstul fue víctima de una estrecha vigilancia estatal, así como torturada y ejecutada por agentes de seguridad vinculados con el Estado.
Los otros agentes del DOPS / SP que comparten la autoría del delito son:
- El Gobernador de São Paulo, Laudo Natel;
- El Secretario de Seguridad Pública de São Paulo, el general Servulo Mota Lima;
- El delegado Carlos Alberto Augusto.

## Homenaje
Henri Philippe Reichstul asignó la cantidad recibida de la indemnización por la muerte de su hermana por el desarrollo del Instituto Pauline Reichstul.